# 核外遗传
核外遗传又稱细胞质遗传，是指生物的後代的性狀主要由细胞核外的遺傳物質決定的遺傳現象。大多数真核生物均有核外遗传這一現象，并且细胞质的细胞器中都有遺傳物質，例如線粒體和叶绿体中就有遺傳物質。 

## 细胞器

线粒体含有自己的DNA。它们通过卵细胞的细胞质由母亲传递给子女

线粒体是细胞器，通过细胞呼吸将能量转化。叶绿体是细胞器，通过光合作用在植物和藻類中产生糖。线粒体和叶绿体中的基因对细胞正常功能非常重要。线粒体DNA和其他细胞核外的DNA独立于位于细胞核内的DNA复制，细胞核内的DNA通常排列在染色体中，这些染色体在细胞分裂之前只复制一次。然而，线粒体和叶绿体的细胞核外基因組独立于细胞分裂而复制。它们的复制是响应细胞在其生命周期中不断变化的能量需求。由于它们为独立复制，这些基因组的基因重組在后代中很少见，而核基因组中的基因重组则很常见。
线粒体疾病是从母亲遗传的，而不是从父亲遗传的。线粒体及其线粒体DNA在卵细胞受精前就已经存在于卵细胞中。在许多受精的情况下，精子的头部进入卵细胞，留下中部及其线粒体在外。精子的线粒体DNA通常留在合子之外，并被排除在遗传之外。

## 寄生
病毒基因组和共生细菌也可能发生细胞核外遗传。病毒基因组传播的一个例子是围产期遗传。这种遗传发生在围产期，从出生前开始，到出生后约一个月结束。在此期间，病毒物质可能通过血液或母乳从母亲传递给孩子，尤其是携带HIV或丙型肝炎病毒的母亲。共生细胞质细菌在昆虫和原生生物等生物中也会遗传。

## 类型
细胞核外遗传有三种主要类型。
1. 营养性分离（Vegetative segregation）： 营养性分离是由于细胞质细胞器的随机复制和分配导致的。在有丝分裂过程中，叶绿体和线粒体会发生这种情况，导致子细胞包含亲细胞细胞器的随机样本。一个营养性分离的例子是无性繁殖的酵母细胞中的线粒体。[8]
2. 单亲遗传（Uniparental inheritance）： 当只有一方亲本将细胞器DNA传给后代时，细胞核外基因发生单亲遗传（英语：Uniparental_inheritance）。经典的单亲基因传递例子是人类线粒体的母系遗传。在受精过程中，母亲的线粒体通过卵子传递给后代。父亲的线粒体基因不会通过精子传递给后代。有极少数需要进一步研究的案例报告了人类父系线粒体遗传，其中发现父亲的线粒体基因组在后代中存在。[9]叶绿体基因在有性生殖过程中也可以单亲遗传。历史上认为它们是母系遗传的，但越来越多的物种被发现存在父系遗传。不同物种的单亲遗传机制差异很大且非常复杂。例如，在同一物种内，叶绿体甚至可以表现出母系、父系和双亲遗传模式。[10][11]在烟草中，叶绿体的遗传模式受温度和在雄配子发生过程中的外切酶活性的影响。[12]
3. 双亲遗传（Biparental inheritance）： 当两方亲本都将细胞器DNA传给后代时，细胞核外基因发生双亲遗传（英语：Biparental_inheritance）双亲遗传。双亲细胞核外遗传可能比单亲遗传少见，通常仅在某些允许的物种中部分时间发生。一个双亲线粒体遗传的例子是釀酒酵母。当两种不同交配型的单倍体细胞融合时，它们都可以将线粒体贡献给产生的二倍体后代。[13][8]

## 线粒体突变
Poky是一种具有细胞核外遗传的粉色麵包黴菌的突变体。Poky的特点是生长缓慢、线粒体核糖体组装缺陷以及多种细胞色素缺乏。对Poky突变体的研究是最早确立特定基因型细胞核外线粒体遗传基础的研究之一。最初通过遗传杂交发现poky是母系遗传的。随后确定poky突变体的主要缺陷是线粒体DNA序列中编码线粒体小亚基核糖体RNA的片段缺失。